# 사회적 형평성
사회적 형평성은 사회 정책의 정의와 공정성과 관련된다. 1960년대부터 사회적 형평성의 개념은 교육 및 공공 행정을 포함한 다양한 제도적 맥락에서 사용되었다.
사회적 형평성에 대한 정의는 다양할 수 있지만 모두 정의와 공정성의 이상에 중점을 둔다. 오래된 사회에서 형평성은 사회 서비스가 공평하게 전달되도록 하는 책임이 있는 공공 행정가의 역할을 포함한다. 이는 그룹 간의 역사적 및 현재 불평등을 고려하는 것을 의미한다. 공정성은 이러한 사회적, 역사적 맥락에 달려 있다.

1960년대 미국에서 공공 행정 분야의 사회적 형평성에 대한 관심은 시민권과 인종 불평등 에 대한 국가적 인식이 높아지면서 제기되었다. 

## 같이 보기
- 적극적 우대조치
- 정체성 정치
- 상호교차성
- 역차별
- 사회적 평등
- 사회 정의